# Kejsarpingvin
Kejsarpingvin (Aptenodytes forsteri) är den största och tyngsta nu levande pingvinarten och är endemisk för Antarktis. Hanen och honan är lika såväl till fjäderdräkt som storlek, vilken uppgår till cirka 120 centimeter. De väger i genomsnitt mellan 22 och 37 kg. Ryggdelarna är svarta och skarpt avgränsade från den vita buken, det blekgula bröstet och de bjärt gula öronfläckarna. Liksom alla pingviner saknar den flygförmåga, har en strömlinjeformad kropp och vingarna är stela och tillplattade till fenor för ett liv i havet.
Fisk utgör huvuddelen av dess föda, som även kan omfatta kräftdjur, såsom krill, och bläckfiskar. När den jagar kan kejsarpingvinen befinna sig under vatten i upp till 18 minuter, och dyka till ett djup av 535 meter. Den har flera anpassningar för att underlätta detta, däribland ett hemoglobin med ovanlig struktur som gör att den fungerar vid låga syrenivåer i kroppen. Den har solida ben för att reducera barotrauma (en sjukdom beroende på snabba tryckändringar) och förmåga att minska sin ämnesomsättning och stänga av oväsentliga organfunktioner.
Arten är kanske mest känd för de långa förflyttningar de adulta fåglarna gör varje år för att para sig och utfodra sin avkomma. Kejsarpingvinen är den enda pingvinen som häckar vintertid i Antarktis. Den vandrar 50 till 120 km över isen till häckningskolonier som kan omfatta tusentals individer. Honan lägger ett enda ägg, som ruvas av hanen medan honan återvänder till havet för att söka efter föda. Föräldrarna turas sedan om att söka föda i havet och ta hand om ungen i kolonin. Livslängden är normalt 20 år i naturen, men observationer tyder på att vissa individer kan uppnå 50 års ålder.

## Taxonomi
Kejsarpingvinen beskrevs 1844 av den engelske zoologen George Robert Gray, som bildade släktnamnet (Aptenodytes) från klassisk grekiska a/α "utan" pteno-/πτηνο- "fjäder" eller "vinge" och dytes/δυτης "dykare". Artepitetet gavs till den tyske naturforskaren Johann Reinhold Forsters ära. Forster åtföljde kapten James Cook på dennes andra Stillahavsresa och namngav officiellt fem andra pingvinarter.
Tillsammans med den likartat färgade, men mindre kungspingvinen (A. patagonicus) är kejsarpingvinen en av två nu levande arter i släktet jättepingviner (Aptenodytes). Fossila fynd från en tredje art (A. ridgeni) har hittats från sen pliocen, omkring tre miljoner år sedan, på Nya Zeeland. Studier av pingviners beteende och genetik tyder på att jättepingvinerna är ett basalt släkte, det vill säga att det är avskilt från den utvecklingslinje i släktträdet som innehåller alla de andra nu levande pingvinarterna. Studier av mitokondriellt DNA och DNA från cellkärnor tyder på att denna åtskillnad uppstod för omkring 40 miljoner år sedan.

## Utseende, läte och anatomi

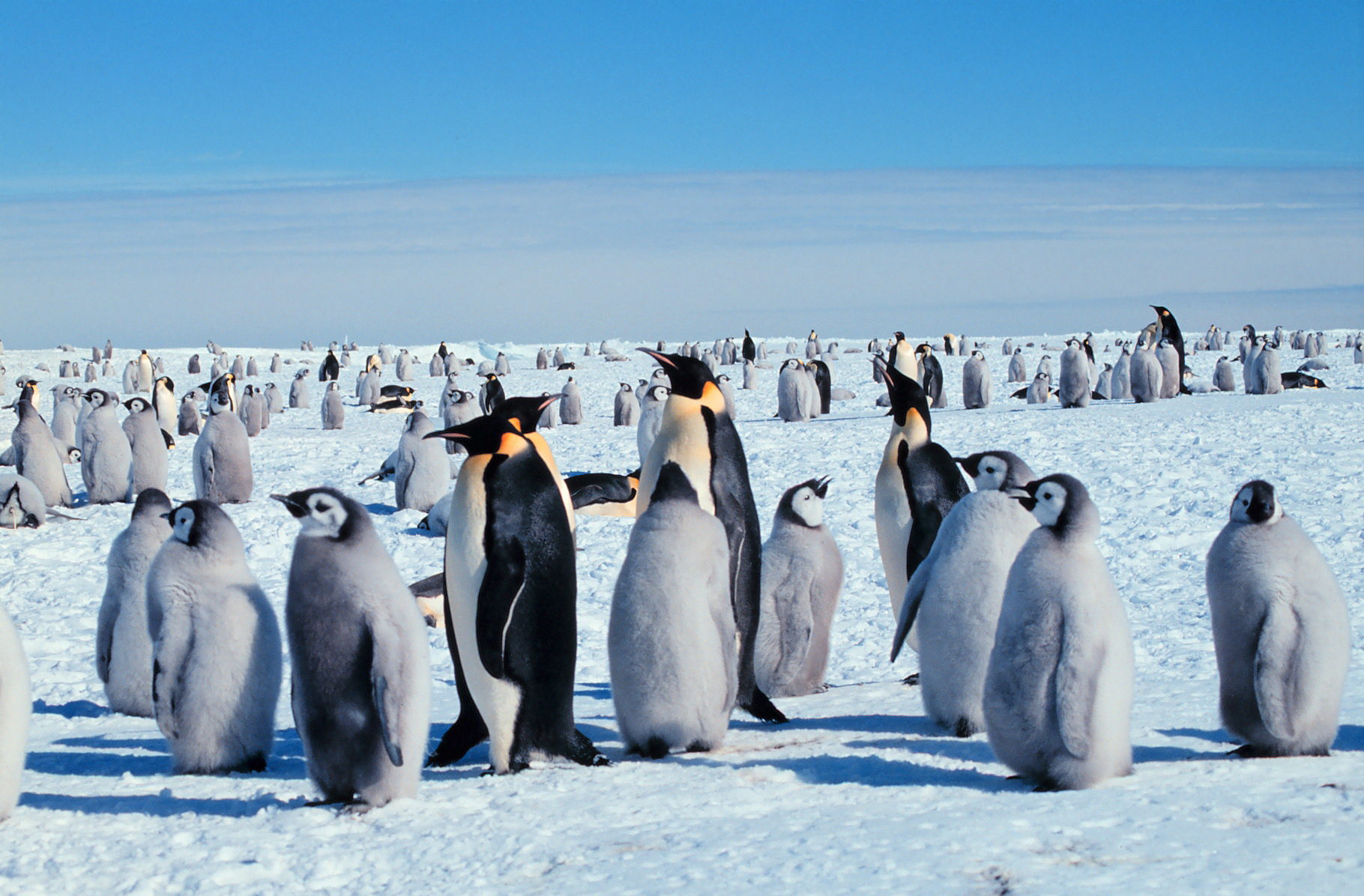
Adulta kejsarpingviner med ungar

En vuxen kejsarpingvin kan bli upp till 122 cm lång och kan väga från 22 till 37 kg, beroende på var i reproduktionscykeln den befinner sig. Både hanar och honor förlorar mycket vikt när de ruvar ägg och föder upp ungar. Liksom alla pingvinarter har den en strömlinjeformad kropp som gör att den möter litet motstånd när den simmar, och vingar som har utvecklats till stela, platta fenor. Tungan har bakåtriktade hullingar som hindrar att bytesdjur flyr när de fångats. Honor och hanar är lika i storlek och färgning. Den vuxna fågeln har djupsvarta dorsala fjädrar, som täcker huvudet, hakan, halsen, ryggen, den dorsala delen av fenorna och stjärten. De svarta fjädrarna är skarpt avtecknade från den ljust färgade övriga fjäderdräkten. Underdelarna av vingarna och buken är vita, vilket övergår i blekt gult på den övre delen av bröstet, medan öronfläcken är klargul. Den övre halvan av den 8 cm långa näbben är svart, och den undre halvan kan vara rosa, orange eller lila. På juvenila fåglar är öronfläckarna, hakan och halsen vita, medan näbben är svart. Ungarna brukar vara täckta med silvergrått dun och har svart huvud och vit mask. Det förekommer, mycket sällsynt, färgavvikelser hos kejsarpingvinen. Bland annat observerades 1997 en unge med helvit fjäderdräkt, som dock inte led av albinism utan någon annan form av färgavvikelse. Ungarna väger omkring 315 gram vid kläckningen och blir självständiga när de uppnått cirka 50 % av den adulta fågelns vikt.
Från och med november bleknar kejsarpingvinens mörka fjäderpartier och blir brunare före den årliga ruggningen i januari och februari. Ruggningen är snabb hos denna art jämfört med hos andra fåglar och tar bara omkring 34 dagar. Fjädrarna blir synliga på huden efter att de har vuxit till en tredjedel av sin totala längd, och för att reducera värmeförlusten sker detta innan den tappar sina gamla fjädrar. De nya fjädrarna tränger sedan ut de gamla innan de växer färdigt.
Kejsarpingvinens genomsnittliga årliga överlevnadsfrekvens har uppmätts till 95,1 %, och den förväntade livslängden är 19,9 år. Samma forskare uppskattade att 1 % av de kejsarpingviner som föds möjligen kunde uppnå 50 års ålder. I kontrast till detta överlever endast 19 % av juvenilerna sitt första levnadsår. Därför består 80 % av kejsarpingvinpopulationen av adulta fåglar på fem år eller mer.

### Läte
Eftersom arten inte har några individuella reden inom häckningskolonin så förlitar de sig på enbart läten för att identifiera och lokalisera sin egen partner eller unge. Den använder en komplex uppsättning läten som är avgörande för igenkännande mellan föräldrar, avkomma och partner, och uppvisar den största variationen i individuella läten av alla pingviner. Kejsarpingviner använder två frekvensområden samtidigt när de yttrar sig. Ungarna använder en frekvensmodulerad vissling för att tigga mat och kontakta föräldrarna.

### Anpassningar till kyla
Kejsarpingvinen häckar i den kallaste miljön av alla fågelarter. Lufttemperaturen kan vara ned till -40 °C, och vindhastigheten kan uppgå till 144 km/t. Vattentemperaturen är -1,8 °C, vilket är mycket lägre än kejsarpingvinens genomsnittliga kroppstemperatur på 39 °C. Arten har anpassat sig på olika sätt för motverka värmeförlust. Fjädrarna tillhandahåller 80–90 % av dess isolering, och det har ett lager fett under läderhuden som kan vara upp till 3 cm tjockt före häckningen. Dess styva fjädrar är korta, spjutformade, och tätt packade över hela hudytan. Med omkring 15 fjädrar per kvadratcentimeter har den högsta fjädertätheten av alla fågelarter. Ett extra lager isolering bildas av separata skaft av duniga trådar mellan fjädrarna och huden. Muskler möjliggör att fjädrarna hålls resta på land, vilket minskar värmeförlusten genom att fånga ett lager luft närmast huden. Omvänt blir fjäderdräkten tillplattad i vattnet, så att huden och det duniga underlagret hålls vattentäta. Putsning är livsviktig för att underlätta isolering och hålla fjäderdräkten oljig och vattenavvisande.
Kejsarpingvinen är som alla pingviner regionalt heteroterm då den har olika temperaturer i ben och vingar än i resten av kroppen. Blodkärl i ben och vingar fungerar som värmeväxlare som håller kvar värmen i kroppen och därmed blir benen och vingarna kalla. Fotens hudtemperatur hos en pingvin som står på isen kan vara 0 °C. Den har förmåga att termoreglera (behålla sin kroppstemperatur) utan att ändra sin metabolism, över en stor variation av temperatur. Denna så kallade termoneutrala zon sträcker sig från –10 till 20 °C. Den är i övrigt endoterm och under den termoneutrala zonen ökar dess förbränning betydligt, fastän en individ kan behålla sin kroppstemperatur mellan 37,6 och 38,0 °C då den befinner sig i kyla ned till -47 °C. Olika rörelser, som att simma, gå, eller darra är tre mekanismer för att öka metabolismen. En fjärde process innebär en ökning i nedbrytningen av fetter genom enzymer, vilken framkallas av hormonet glukagon. Vid temperaturer över 20 °C börjar de ofta oroligt röra på sig. Då deras kroppstemperatur och ämnesomsättning stiger höjer de vingarna och blottar därmed undersidan vilket ökar kroppsytans utsatthet för luften med 16 %, vilket sänker kroppsvärmen.

### Anpassning till tryck
Förutom kylan möter kejsarpingvinen en annan ogynnsam miljö under sina djupdykningar. Då ökar trycket upp till 40 gånger yttrycket, vilket hos de flesta andra landlevande organismer skulle orsaka barotrauma. Pingvinens ben är solida istället för luftfyllda, vilket eliminerar risken för mekanisk barotrauma. Det är dock okänt hur arten undviker effekten av kväveframkallad tryckfallssjuka. Under dessa dyk minskar syreupptagningen markant, genom att dess hjärtfrekvens minskar till så lite som fem hjärtslag i minuten, och icke-väsentliga organ stängs ned, vilket underlättar längre dykningar. Kejsarpingvinens hemoglobin och myoglobin kan binda och transportera syre vid låga blodkoncentrationer. Detta låter fågeln fungera med mycket låga syrenivåer som normalt skulle leda till medvetslöshet.
Kejsarpingvin är den fågel som kan dyka djupast, till över 550 meters djup och den kan stanna under vatten i över 20 minuter.

## Utbredning och habitat
Kejsarpingvinen har en cirkumpolär utbredning i Antarktis och återfinns nästan uteslutande mellan breddgraderna 66º och 77º syd. Den häckar nästan alltid på stabil packis, i ett område som sträcker sig från kusten och 18 km inåt. Häckningskolonierna ligger vanligen i områden där isklippor och isberg skyddar dem från vinden. Den totala populationen uppskattas till omkring 400 000–450 000 individer, utspridda på så många som 40 oberoende kolonier. En studie från 2012 visar på 46 kolonier och uppskattningsvis 595 000 individer. Omkring 80 000 par häckar i Rosshavssektorn. Större häckningskolonier finns vid Cape Washington (20 000–25 000 par), Coulman Island i Victoria Land (omkring 22 000 par), Halley Bay, Coats Land (14 300–31 400 par), och Atka Bay i Drottning Mauds land (16 000 par). Två landkolonier har rapporterats: en på en grushalvö vid Dion Island på Antarktiska halvön, och en på en udde vid Taylorglaciären i Australiska Antarktis (Australian Antarctic Territory). Tillfälliga gäster har noterats på Heardön, Sydgeorgien, och i Nya Zeeland.

## Beteende
Kejsarpingvinen är social under häckningstid och födosökande. Fåglar som jagar tillsammans kan samordna sina ned- och uppdykningar. Kejsarpingviner kan vara aktiva på dagen eller på natten. En adult fågel färdas under större delen av året mellan boplatsområdet och födoområdena vid havet. Fåglarna är spridda i havet från januari till mars.
Den amerikanske fysiologen Gerry Kooyman revolutionerade studiet av pingviners beteende vid födosökande år 1971 när han publicerade sina resultat från att ha fäst apparater som automatiskt mäter dykdjupet för kejsarpingviner. Han fann att arten når djup på 265 meter och att dykperioderna varar upp till 18 minuter. Senare forskning har visat att de kan dyka djupare än 550 meter och hålla andan i över 20 minuter. Det är möjligt att kejsarpingvinen kan dyka ännu djupare, eftersom vattentrycket på dessa djup påverkade registreringsutrustningens exakthet. Vidare studium av en fågels dykningsbeteende visade regelbundna dykningar till 150 meters djup i vatten som var omkring 900 meter djupt, och grunda dykningar på mindre än 50 meter, blandade med djupdykningar på mer än 400 meter i 450 till 500 meter djupa vatten. Detta tyder på att fågeln hämtar föda nära eller på havsbottnen.
Både hanar och honor av kejsarpingvin samlar föda på upp till 500 kilometers avstånd från sina kolonier för att utfodra ungarna. Den tillryggalägger 82–1 454 km per utfärd. En hane som återvänder till havet efter ruvningen ger sig direkt ut till områden med ständigt öppet vatten, så kallade polynjor, omkring 100 kilometer från kolonin.
Kejsarpingvinen är en effektiv simmare som utövar tryck med både sina uppåtriktade och nedåtriktade simtag. Simtaget uppåt motverkar flytkraften och bidrar till att den behåller rätt djup. Dess genomsnittliga simhastighet är 6–9 km/t. På land växlar kejsarpingvinen mellan att gå med en gungande gångstil och att kana på magen på isen. Den använder då fötterna och fenorna för att skjuta sig framåt. Liksom alla pingviner saknar den flygförmåga.
Som ett skydd mot kylan bildar en koloni kejsarpingviner en kompakt klunga (även känd som sköldpaddsformationen) som varierar i storlek från tio till flera tusen fåglar, där varje fågel lutar sig framåt mot en granne. De på utsidan tenderar att hasa sakta längs klungans rand. På så sätt åstadkoms en långsamt snurrande rörelse och fåglarna turas om att vara på insidan och på utsidan.

### Föda
Kejsarpingvinens föda består mestadels av fisk, kräftdjur och bläckfiskar, men sammansättningen varierar från population till population. Fiskar är vanligen den viktigaste födan, och fiskarten Pleuragramma antarcticum utgör huvuddelen av fågelns föda. Bland de andra bytesdjur som ofta observerats finns andra fiskar i familjen notingar, bläckfiskarterna Psychroteuthis glacialis och Kondakovia longimana, samt antarktisk krill. Kejsarpingvinen söker efter byten i det öppna vattnet i Antarktiska oceanen, antingen i isfria områden med öppet vatten eller tidvattenssprickor i packis. En av dess strategier för födosökande är att dyka till omkring 50 meters djup, där fiskar som lever under havsisen, till exempel Pagothenia borchgrevinki, syns bra mot isens undersida. Efter att ha fångat en fisk dyker den längre ned igen och upprepar sekvensen ett halvdussin gånger innan den går upp till ytan för att andas.

### Predatorer

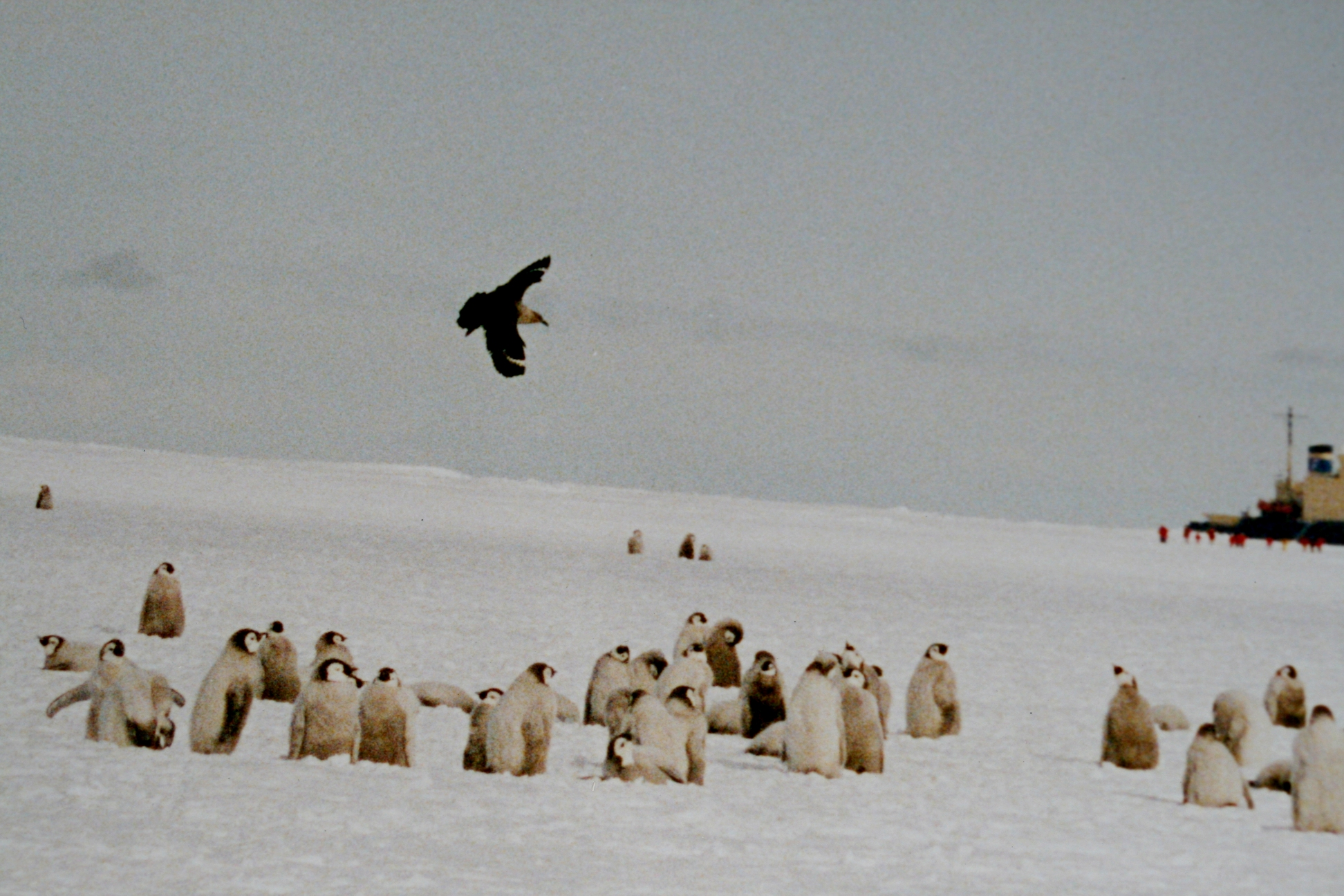
Sydpolslabb som flyger över kejsarpingvinsungar, Rosshavet, Antarktis

Bland kejsarpingvinens predatorer finns fåglar och havslevande däggdjur. Den främsta fienden bland fåglarna är sydlig jättestormfågel, som står för upp till 34 % av dödsfallen bland juveniler i vissa kolonier. Sydpolslabb och antarktisk labb äter också deras ägg och ungar.
De främsta havslevande predatorerna är båda däggdjur: Sjöleopard, som tar en del adulta fåglar, samt juveniler kort efter att de har gett sig ut i vattnet, och späckhuggare, som tar adulta fåglar.

## Häckning
Kejsarpingvinen blir könsmogen vid omkring tre års ålder, och börjar vanligen häcka omkring ett till tre år senare. Den årliga reproduktionscykeln börjar vid inledningen av den antarktiska vintern, i mars och april, då alla mogna kejsarpingviner vandrar till häckningskolonier, ofta 50 till 120 km inåt land från kanten av packisen. Resans början tycks utlösas av minskande dagslängd. Kejsarpingviner i fångenskap har med framgång förmåtts att häcka genom användning av belysningssystem som efterliknar årstidsvisa dagslängder i Antarktis. Eftersom det inte finns så mycket land att häcka på måste kejsarpingvinen vänta till april då vintern anländer till södra halvklotet och Antarktis. Först då fryser sig havsisen tillräckligt stark för att bära dem den långa vandringen till häckningsplatsen. Vandringen varar i 20 dagar utan stopp och består av karavaner av tusentals kejsarpingviner som kommer från olika håll och möts mer eller mindre samtidigt på samma tid, samma plats, varje år, trots att glaciär- och islandskapen formas om varje år.
Pingvinerna inleder uppvaktningen i mars eller april, när temperaturen kan vara så låg som –40 °C. En ensam hane ger en extatisk uppvisning, där den står stilla och placerar sitt huvud på bröstet innan den andas in och yttrar ett uppvaktningsläte i 1–2 sekunder. Sedan rör den sig runt kolonin och upprepar lätet. En hane och en hona står sedan vända mot varandra. Den ena sträcker upp huvud och hals och den andra speglar detta. Båda håller denna pose i flera minuter. När väl paren har bildats vaggar de omkring i kolonin tillsammans. Vanligtvis går honan efter hanen. Före parning bugar sig en fågel djupt inför sin partner med näbben nedåtriktad nära marken, och partnern gör sedan det samma.
Kejsarpingviner är seriellt monogama. De har bara en partner varje år och förblir trogna denna partner. Troheten från år till år är dock endast omkring 15 %. Det korta tid som finns tillgänglig för häckning tycks vara en inverkande faktor, då det finns en prioritet för att häcka och föröka sig som ofta gör det omöjligt att vänta på att föregående års partner ska visa sig.

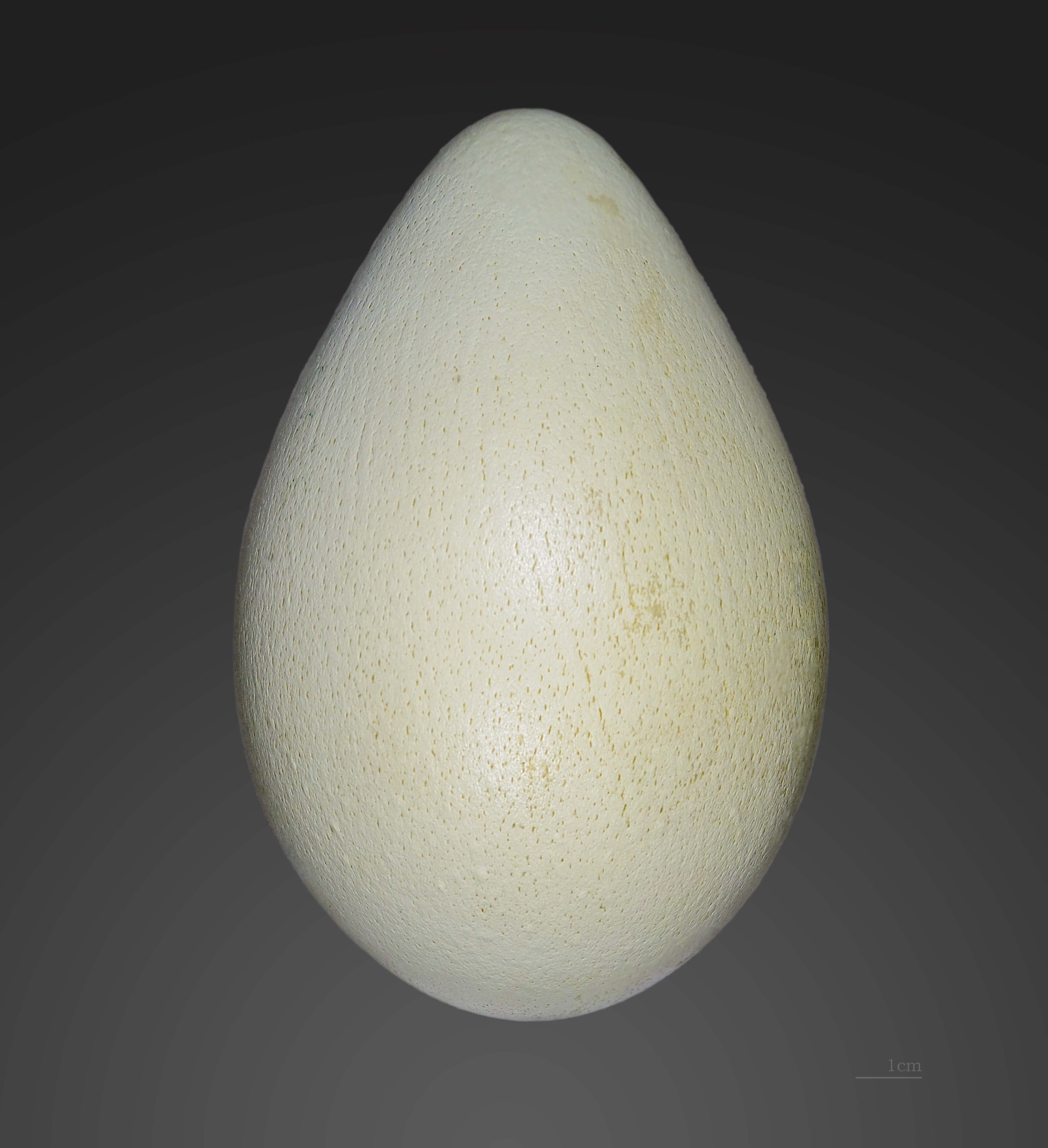
Kejsarpingvinens ägg. Det är 13.5 × 9.5 cm och vagt päronformat.

Pingvinhonan lägger ett 460–470 gram tungt ägg i maj eller början av juni. Ägget är vagt päronformat, blekt grönvitt, och mäter omkring 12 x 8 cm. Det utgör endast 2,3 % av moderns kroppsvikt, vilket gör det till ett av de minsta äggen relativt moderns vikt av alla fågelarters ägg. 15,7 % av ett kejsarpingvinägg är skal. Liksom hos andra pingvinarter är skalet relativt tjockt för att minimera risken för krossning. Honan lägger ett ägg per säsong.
Efter äggläggningen är moderns näringsreserver uttömda och mycket försiktigt överför hon ägget till hanen, innan hon omedelbart återvänder till havet i två månader för att leta föda. Överföringen av ägget kan vara besvärligt och svårt, och många par tappar ägget. När detta händer är ungen inuti ägget omedelbart förlorad eftersom ägget inte kan utstå de iskalla temperaturerna på marken. Hanen ruvar ägget i en ficka mellan de korta benen och balanserar det på fötterna oavbrutet i 64 dagar innan det kläcks. Kejsarpingvinen är den enda pingvinart där detta beteende observeras. Hos alla andra pingvinarter turas föräldrarna om att ruva. Vid den tidpunkt då ägget kläcks kommer hanen att ha fastat i omkring 115 dagar sedan han anlände till kolonin. För att överleva kylan och vindar på upp till 200 km/t trycker hanarna sig tätt intill varandra och turas om att stå i mitten av skocken. Det har också observerats att de står med ryggarna mot vinden för att bevara kroppsvärmen. Under de fyra månader som ruvningen pågår kan hanen tappa så mycket som 20 kg, från ungefär 38 kg till bara 18 kg. Kejsarpingvinerna svälter sig alltså igenom vintern på Antarktis stående tätt tillsammans på isen. Temperaturen kan gå ner till minus femtio grader längst ut i gruppen.
Kläckningen kan ta så lång tid som två eller tre dagar. Nykläckta ungar räknas som bostannare, täckta av bara ett tunt lager dun och helt beroende av sina föräldrar för att få föda och värme. Om ungen kläcks innan modern återvänder utfodrar fadern den med ett ostmasseliknande ämne som består av 59 % protein och 28 % lipider, vilket produceras av en körtel i hans matstrupe. Den späda ungen värms i den så kallade vaktfasen, då den tillbringar tiden balanserad på sin förälders fötter och skyddad i ruvningspåsen.

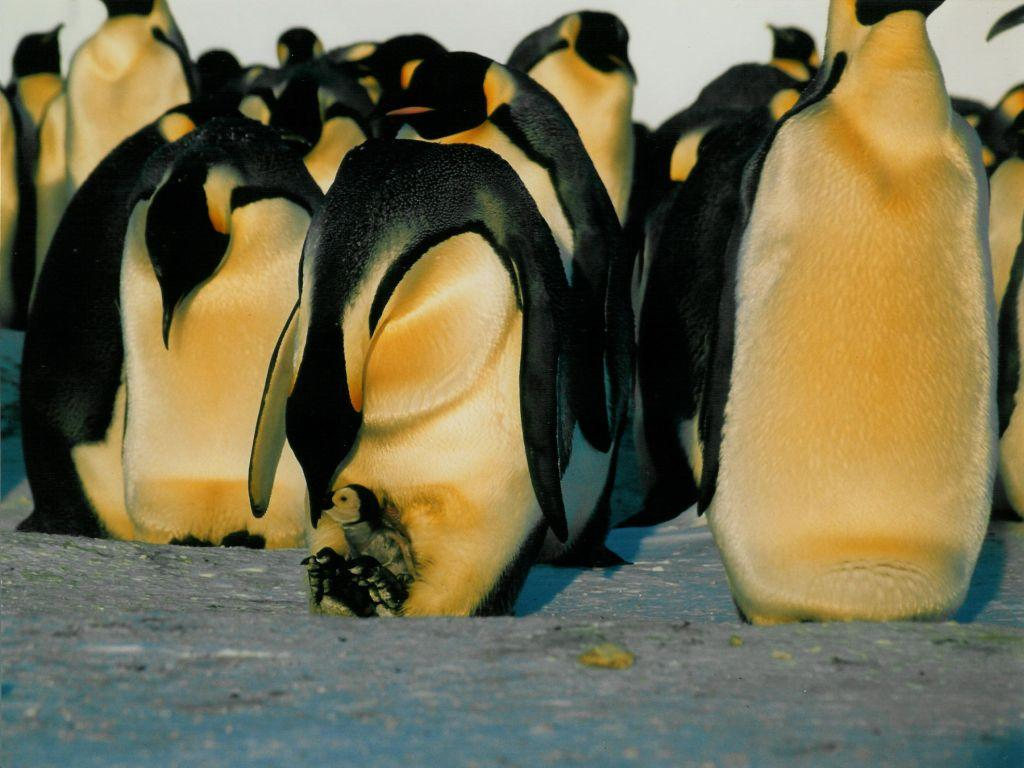
Kejsarpingvin som utfodrar en unge.

Pingvinhonan återvänder till häckningsplatsen någon gång mellan det att ägget kläcks till tio dagar senare, vilket sker från mitten av juli till början av augusti. Hon finner sin partner bland de hundratals fäderna genom hans läte och tar över vårdnaden om ungen. Ungen utfodras genom att honan spyr upp föda som hon lagrat i magen. Hanen ger sig då iväg för att födosöka i havet, där han tillbringar ungefär 24 dagar innan han återvänder. Hans resa på land blir något kortare än tidigare, eftersom issmältningen på sommaren gradvis minskar avståndet mellan häckningsplatsen och öppet hav. Föräldrarna turas sedan om att ta hand om ungarna medan den andra jagar föda till havs.
Omkring 45–50 dagar efter kläckningen bildar ungarna en grupp, där de kryper ihop tillsammans för att få värme och skydd. Under denna tid skaffar båda föräldrar föda till havs och återvänder periodvis för att föda upp sina ungar. En sådan grupp kan bestå av upp till flera tusen tätt hoppackade fåglar och är nödvändig för att överleva de låga temperaturerna i Antarktis.
Från början av november börjar ungarna rugga till juvenil fjäderdräkt, vilket tar upp till två månader och ofta inte är fullbordat vid den tid då de lämnar kolonin. De vuxna fåglarna slutar utfodra dem vid denna tid. Alla fåglar gör den betydligt kortare färden till havet i december eller januari och tillbringar resten av sommaren där.

## Förhållande till människor
Arten har avlats utanför Antarktis i SeaWorld San Diego, där mer än 20 individer har kläckts sedan 1980. 55 individer beräknades finnas i fångenskap i nordamerikanska djurparker och akvarier 1999. Arten hålls i fångenskap på endast två platser i världen.

### Omnämnanden i kultur
Artens unika livscykel i en så ogästvänlig miljö har beskrivits i böcker och filmer. Antarktisutforskaren Apsley Cherry-Garrard har sagt: "Allt sammantaget tror jag inte att någon på jorden har det värre än en kejsarpingvin". Den franska dokumentärfilmen Pingvinresan (La Marche de l'empereur), som visades på många biografer år 2005, berättade historien om pingvinernas häckningscykel. Ämnet har behandlats för TV två gånger av BBC och programledaren David Attenborough, först i femte delen av Life in the Freezer, en serie om Antarktis från 1993, och åter i serien Planet Earth från 2006.
Den datoranimerade filmen Happy Feet (2006) har kejsarpingviner i huvudrollerna, särskilt en som gillar att dansa. Fastän filmen är en komedi avbildar även den deras livscykel och framhåller ett underliggande allvarligt miljöbudskap om hot från global uppvärmning och utfiskning. Den datoranimerade filmen Surf's Up (2007) innehåller en surfande kejsarpingvin vid namn Zeke "Big-Z" Topanga. Mer än 30 länder har avbildat fågelarten på sina frimärken – Australien, Storbritannien, Chile och Frankrike har alla utgivit flera stycken. Den har även avbildats på ett 10-francsfrimärke från Belgien som del av en serie om antarktiska expeditioner.

### Status
Kejsarpingvinen listas sedan 2012 som nära hotad (NT) av Internationella naturvårdsunionen (IUCN). Tillsammans med nio andra arter av pingviner kommer den kanske att tas med i USA:s Endangered Species Act. De främsta anledningarna till detta är minskning av tillgång på föda på grund av effekterna av klimatförändring och det industriella fisket av fisk och skaldjur. Andra anledningar till en möjlig placering på denna lista är populationsminskning på grund av sjukdomar, habitatförstöring, och störning vid häckningskolonier av människan. Vad gäller det senare är turismens inverkan av särskild betydelse.
Under slutet av 1970-talet i området kring Adélieland förekom populationsminskningar på upp till 50 % grund av ökad dödlighet bland adulta fåglar, särskilt bland hanar. Denna ökade dödlighet härleds till den abnormt långa värmeperiod som förelåg under denna period och som ledde till minskat istäcke på havet. Arten anses därför vara mycket känslig för klimatförändringar.